# فيكرز وارويك
فيكرز وارويك (بالإنجليزية: Vickers Warwick)‏ هي طائرة متعددة الاغراض أنتجت في بريطانيا. من صناعة فيكرز أرمسترونغس. كانت تستخدم بشكل أساسي من قبل شركة الخطوط الجوية البريطانية لما وراء البحار. كان أول طيران لها في 13 أغسطس 1939 .